# Caridad (Lucas Cranach el Viejo)
Caridad es un óleo sobre tabla alegórico del pintor alemán Lucas Cranach el Viejo. La pintura se conserva en el Museo Real de Bellas artes de Amberes.

## De fondo
Cranach, acreditado como el artista alemán más exitoso de su tiempo, fue pintor de cámara de los Electores de Sajonia la mayor parte de su carrera, y es conocido por sus retratos de príncipes alemanes, su colección de desnudos, y sus retratos de los dirigentes de la Reforma protestante, cuya causa  abrazó con entusiasmo. Fue amigo cercano  de Martín Lutero. Cranach también pintó temas religiosos, primero en la tradición católica, y más tarde intentando encontrar maneras nuevas de transmitir las preocupaciones religiosas luteranas en el arte. Continuó a lo largo de su carrera pintando afamados desnudos extraídos de la mitología y la religión.
Las escenas mitológicas de Cranach casi siempre presentan al menos una figura femenina esbelta, totalmente desnuda pero con un paño transparente o un sombrero grande; las creadas al principio de su carrera muestran influencias italianas, incluida la de Jacopo de'Barbari, quien estuvo en la corte de Sajonia por un tiempo hasta 1505. Luego los desnudos se vuelven raros en su producción hasta después de la muerte de Federico el Sensato. Los desnudos finales muestran un estilo distintivo que abandona la influencia italiana por un resurgimiento del canon estético gótico tardío, con mujeres delgadas, de ojos rasgados, piernas largas y pechos pequeños.

## Pintura
Una madre joven — identificada con la Caridad, personificación de la benevolencia — con su cuerpo desnudo solo cubierto por una gasa transparente, amamanta a un bebé. Es abrazada por otro niño de pie a su espalda. Un niño algo más mayor está sentado en el suelo delante de ella y está tocando su pierna como queriendo captar su atención. La joven se sienta en un bloque de piedra debajo de un manzano. Un paisaje montañoso es visible en el fondo alrededor del arbusto detrás de la madre joven.
Max J. Friedländer y Jakob Rosenberg mencionan seis variaciones diferentes de este trabajo. Datan la versión de Amberes después de 1537.

## Interpretación
A partir de 1529, las representaciones de la Caridad aparecen en el trabajo de Cranach. En estas pinturas, Cranach aísla (y monumentaliza) un tema, hasta entonces normalmente integrado en una serie de virtudes y vicios. Cranach también innovó en sus alegorías de la Caridad al presentar las figuras desnudas, ya que el velo transparente ofrecía apenas más que la hoja de higuera simbólica, al propio tiempo ayudando a aumentar el placer visual.
Al mostrar a la Caridad desnuda, rodeada por tres niños, el protestante Cranach impregnaba tanto la figura como la obra en general con una cualidad de amor maternal. Cranach, sin embargo, estaba más preocupado con la representación física más que con los aspectos simbólicos de la obra.